# اقتحام كابيتول الولايات المتحدة 2021
في 6 يناير 2021، اقتحم مثيرو الشغب الذين يدعمون محاولات الرئيس الأمريكي دونالد ترامب لقلب الانتخابات الرئاسية لعام 2020 مبنى الكابيتول الأمريكي. أدى الاقتحام إلى عمليات إخلاء وإغلاق لمبنى الكابيتول، وعطل جلسة مشتركة للكونغرس لفرز الأصوات الانتخابية وإضفاء الطابع الرسمي على فوز جو بايدن الانتخابي. تجمع المتظاهرون لدعم مزاعم الرئيس ترامب المستمرة والكاذبة بأن انتخابات 2020 قد «سُرقت» منه، والتي كانت جزءًا من جهوده المستمرة منذ أشهر لإلغاء هزيمته الانتخابية.
في الفترة من 5 إلى 6 كانون الثاني (يناير) 2021، اجتمع أنصار الرئيس الأمريكي دونالد ترامب في واشنطن العاصمة للاحتجاج على نتائج الانتخابات الرئاسية لعام 2020، ودعم مطالبة ترامب لنائب الرئيس مايك بنس والكونغرس برفض فوز الرئيس المنتخب جو بايدن. في البداية، تجمع المتظاهرون في مسيرة «أنقذوا أمريكا»، وهو حدث مخطط له في ذا إيلابس "متنزه الرئيس الجنوبي" حيث استمع الحاضرون إلى خطابات من ترامب ورودي جولياني.
قبل انتهاء الخطابات، سار حشد من المتظاهرين إلى الكونغرس واقتحموا المبنى، كان الكونغرس منعقدًا في ذلك الوقت، حيث أجرى فرز أصوات الهيئة الانتخابية ومناقشتها بعد أن اعترض السناتور تيد كروز من تكساس، وعضو الكونغرس بول جوسار من الدائرة الرابعة للكونغرس في أريزونا على فرز أصوات الهيئة الانتخابية في ولاية أريزونا. أُخليت العديد من المباني في مجمع الكابيتول الأمريكي، واخترق المتظاهرون الأمن لدخول مبنى الكابيتول الأمريكي، بما في ذلك قاعة التماثيل الوطنية. أغلق في وقت لاحق جميع المباني في مجمع الكابيتول. وبحسب ما ورد كانت هناك مواجهة مسلحة عند أبواب غرف مجلس النواب، وأفادت التقارير بإطلاق النار على شخص واحد داخل مبنى الكابيتول.
أطلقت سلطات إنفاذ القانون النار على آشلي بابيت ، خلال مواجهة خارج غرفة مجلس النواب، وتوفيت لاحقًا متأثرة بإصابتها؛ وتوفي ثلاثة آخرون على مدار اليوم.
عثر على ثلاث عبوات ناسفة، واحدة في مبنى الكابيتول، وواحدة في مكتب اللجنة الوطنية الجمهورية، وأخرى في مكتب اللجنة الوطنية الديمقراطية القريبة من مبنى الكابيتول.
في وقت مبكر من بعد ظهر يوم 6 يناير، اتهم ترامب بنس بأنه فشل في «القيام بما كان يجب القيام به لحماية بلادنا ودستورنا»، على الرغم من أن بنس ليس لديه السلطة لرفض فوز بايدن.
الساعة 4:22 مساءً، خاطب ترامب المتظاهرين «عودوا إلى دياركم بسلام» ووصفهم بأنهم «وطنيون» و«مميزون جدًا»، وقال لهم إنه «يحبهم». وفي ذلك المساء، أغلق تويتر حساب الرئيس دونالد ترامب لمدة 12 ساعة، وأزال ثلاثًا من تغريداته لانتهاك سياسة النزاهة المدنية بعد أن نشر منشورات تتغاضى علانية عن المؤيدين الذين اقتحموا الكونغرس.
وصفت أعمال الشغب واقتحام مبنى الكابيتول بأنها تمرد وفتنة وإرهاب داخلي، كما وصفته بعض المصادر بأنه محاولة انقلاب. وقُورنت هذه الحادثة بحادثة حرق البريطانيين لواشنطن عام 1814  م، خلال حرب 1812. تعهد ترامب بـ«انتقال منظم» للسلطة في بيان له بعد أعمال العنف، نُشر على تويتر: «على الرغم من أنني اعترض تماما على نتيجة الانتخابات إلا أنه سيكون هناك انتقال منظم في 20 يناير»، والذي جاء عقب مصادقة الكونغرس على فوز جو بايدن، رئيسًا جديدًا للولايات المتحدة.

## خلفية
فاز المرشح الديمقراطي جو بايدن، بالانتخابات الرئاسية الأمريكية لعام 2020، التي أجريت في 3 نوفمبر 2020، والتي هزم فيها الرئيس الجمهوري الحالي دونالد ترامب. قبل وأثناء وبعد فرز الأصوات، حاول ترامب والجمهوريون الآخرون قلب الانتخابات، وادعوا حدوث تزوير واسع النطاق للناخبين ومحاولة رفض النتائج وإلغائها.
بحسب المقرر اجتمع الكونغرس في 6 يناير 2021 للمصادقة على نتائج الهيئة الانتخابية، أعلن ترامب عن خطط لتجمع حاشد قبل الحدث لمواصلة احتجاجه على صحة نتائج انتخابات عدة ولايات. طلبت عمدة واشنطن العاصمة موريل باوزر في 31 ديسمبر 2020 نشر قوات الحرس الوطني في مقاطعة كولومبيا لدعم الشرطة المحلية خلال المظاهرات المتوقعة. كتبت في طلبها أن الحراس لن يكونوا مسلحين، وأنهم سيكونون مسؤولين بشكل أساسي عن «إدارة الحشود» وتوجيه المرور، مما يسمح للشرطة بالتركيز على المخاوف الأمنية. وافق القائم بأعمال وزير الدفاع كريستوفر سي ميلر على الطلب في 4 يناير 2021.
كان ترامب قد أمضى أيامًا سابقة يقترح على نائب الرئيس بنس أن يرفض فوز الرئيس المنتخب جو بايدن، وهو عمل لا يدخل في نطاق سلطة بنس الدستورية، وكرر هذه الدعوة في خطابه صباح 6 يناير. بعد ظهر اليوم نفسه، أصدر بنس رسالة إلى الكونغرس قال فيها إنه لن يعارض فوز بايدن.

### التحقيقات الجنائية والمحاكمات
في السابع من يناير، قال مايكل آر. شيروين، وكيل وزارة العدل الأمريكية المؤقت عن واشنطن العاصمة، بإمكانية إدانة مثيري الشغب بالتآمر لقلب نظام الحكم أو بالتمرد. قال إن أي ضابط في شرطة الكابيتول تثبت مساعدته لمثيري الشغب سيُدان، وراح أبعد من ذلك إلى اقتراح إمكانية استجواب ترامب بسبب التعليقات التي أبداها أمام مناصريه قبل أن يقتحموا الكابيتول وأن الآخرين مِن مَن «ساعدوا أو سهلوا أو لعبوا أي دور إضافي» في الأحداث يمكن استجوابهم أيضًا.
في السابع من يناير أيضًا، قال رئيس لجنة الأمن الداخلي في مجلس النواب الأمريكي بيني ثومبسون إن أي مثير شغب دخل الكابيتول يجب إضافته إلى قائمة حظر الطيران الفدرالية. جادل القائم بأعمال مكتب التحقيقات الفدرالي آندرو ماكابي والمفتش العام ديفيد سي. ويليامز بأن ترامب قد يواجه تهمًا جنائية لتحريضه على الشغب.
قال المدعي العام عن واشنطن العاصمة كارل راسين إنه ينظر بدقة فيما إذا كان سيدين دونالد ترامب جونيور.، ورودي غيلياتي، ومو برووكس بتهمة التحريض على الهجوم العنيف على الكابيتول، وأشار إلى أنه قد يبحث إدانة دونالد ترامب بعد أن يعفى من منصبه. انطلقت نداءات بمحاكمة ترامب لتحريضه الحشد على اقتحام الكابيتول في أعقاب الحدث أيضًا. قال عمدة واشنطن العاصمة ميرييل باوزر: «لقد شهدنا اعتداءً غير مسبوق على ديمقراطيتنا الأمريكية حرض عليه رئيس الولايات المتحدة. لا بد أن يتحمل المسؤولية. خطاباته المتواصلة والتبعيضية هي ما قاد إلى الفِعال البغيضة التي رأيناها اليوم». صرح خبراء قانونيون أن إدانة ترامب بتهمة التحريض ستكون أمرًا صعبًا بموجب قرار براندنبيرغ ضد أوهايو (1969)، وهو حُكم المحكمة العليا الذي رسخ أن الخطاب كي يكون محرضًا جنائيًا، يجب أن يكون بقصد التحريض على «فعل فوضوي وشيك» و«يرجح تحريضه أو إنتاجه فعلًا كهذا».

### أعداد الناس المتورطين
في اليوم التالي لاقتحام الكابيتول، طلب مكتب التحقيقات الفدرالي وقسم شرطة العاصمة من العامة المساعدة على تحديد مثيري الشغب. خلال أيام، أرسل أفراد من العامة أكثر من 70,000 صورة وتسجيل فيديو. تعرض شخص واحد للمضايقة بعد تعريفه خطأً على أنه مشارك في أعمال الشغب من قبل العامة. جرى استقاء معلوماته الشخصية، وأبلغَ عن تلقيه مكالمات هاتفية مزعجة ومناشير مزعجة على وسائل التواصل الاجتماعي.
في مؤتمر صحفي عُقد في 12 يناير، أعلن سيتيفن دانتونو من مكتب التحقيقات الفدرالي أن الوكالة تتوقع اعتقال المئات بعد في الأشهر القادمة، بينما تبحث في الكمية الهائلة من الأدلة التي سلمها العامة. يُرجح أن تشمل التهمة التي وُجهت إلى مثيري الشغب اتهامهم بالتمرد والتآمر.
في الثامن من يناير، أعلنت وزارة العدل إدانة 13 شخصًا على علاقة بشغب الكابيتول في محكمة الدرجة الأولى؛ وأدين الكثير غيرهم في المحكمة العليا لواشنطن العاصمة. كان مكتب التحقيقات الفدرالي ووزارة العدل يعملان على تقفي أثر أكثر من 150 شخصًا للمحاكمة بحلول 11 يناير، مع توقع ارتفاع العدد. وجه وكيل النائب العام جيفري أيه. روزن أعضاء النيابة العامة بإعادة كل الحالات إلى واشنطن للمحاكمة، في حركة وجدها أعضاء النيابة العامة عبر المقاطعة «مربكة».
اعتبارًا من 13 يناير، كان أكثر من 50 موظفًا من القطاع العامة ومسؤولين منتخبين وأكثر اثني عشر ضابطًا من شرطة الكابيتول يواجهون تحقيقات داخلية لاتخاذ قرار فيما يخص تواطئهم الممكن في الشغب.

### اعتقالات وتهم بارزة
ابتداءً من الأول من فبراير، واجه 228 شخصًا من 39 ولاية ومن واشنطن العاصمة تهمًا فدرالية و/ أو تهمًا صادرة عن واشنطن العاصمة.

#### السادس من يناير
اعتُقل رجل عمره 70 عامًا من سكان فوكفيل، ألاباما، زُعم أنه ركَن شاحنة بيك أب على بُعد مربعين سكنيين من الكابيتول تحتوي إحدى عشرة أداة حارقة منزلية الصنع (وُصفت بأنها «جرات ماسون مملوءة بالنابالم منزلي الصنع» بنية «الالتزام بالهدف والاستمرار بالحرق» في سجلات المحكمة)، وبندقية إم-4 القصيرة، وبندقية صيد، ومسدسين، وقوس نشاب، ومسدسًا صاعقًا، وعلبَ دخان من نوع كانو، وجرى تجريمه ب17 تهمة. تقول سجلات المحكمة إنه وحين أوقفه رجال الشرطة «سأل الضباط عما إذا كانوا قد حددوا مواقع القنابل»، وأعضاء النيابة العامة «اقترحوا وجود نيةٍ لتزويد الآخرين بالأسلحة». وجدت السلطات ملاحظات مكتوبة بخط اليد فيها قائمة «معلومات الاتصال المزعومة» لتيد كروز (آر)، ومقدم برامج فوكس نيوز شون هانيتي، ومقدم برامج الراديو مارك ليفين، بالإضافة إلى قائمة «بالأشخاص السيئين» تضم قاضي الدائرة السابعة ديفيد هاميلتون والمبجل آندريه كارسون، الذي أُشير إليه على أنه «واحد من الاثنين المسلمين في المجلس».

## الأحداث في مقاطعة كولومبيا

### 5 يناير 2021
تجمع الآلاف من الحاضرين في ساحة الحرية في 5 يناير 2021، قبل الاحتجاجات المخطط لها هذا الأسبوع. في ليلة الثلاثاء وحتى صباح الأربعاء (بتوقيت شرق الولايات المتحدة)، اعتقل ما لا يقل عن عشرة أشخاص، والعديد منهم بتهم تتعلق بالأسلحة.

### 6 يناير 2021

#### تجمع ترامب في واشنطن العاصمة

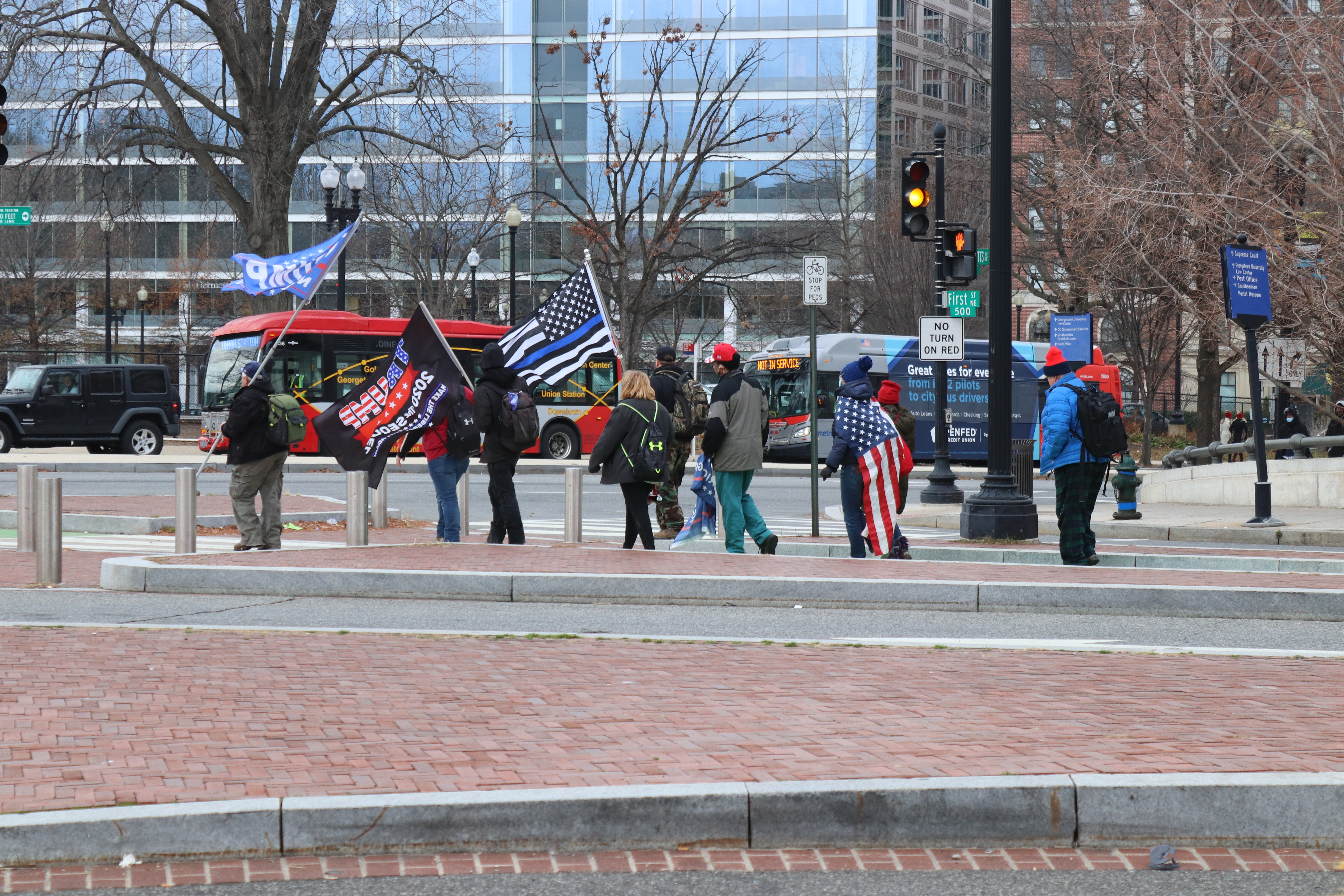
متظاهرون في محطة الاتحاد صباح الأربعاء

في صباح يوم 6 يناير 2021 (بتوقيت شرق الولايات المتحدة)، تجمع المتظاهرون في ساحة نصب واشنطن التذكاري. ألقى العديد من الأشخاص خطابات في ذي إيلابس، بما في ذلك مستشار ترامب رودي جولياني وترامب نفسه. خاطب جولياني الحشد مكررًا نظريات المؤامرة القائلة بأن آلية التصويت المستخدمة في الانتخابات «ملتوية» ألقى ترامب خطابًا من خلف حاجز زجاجي، هاجم وسائل الإعلام ودعا بنس لإلغاء نتائج الانتخابات، وهو أمر لا يقع ضمن سلطة بنس الدستورية. حث ترامب أنصاره على السير في مبنى الكابيتول، حيث يلتقي الكونغرس:
لن تستعيد بلدنا بضعف. عليك أن تظهر القوة وعليك أن تكون قوياً. لقد جئنا لنطالب الكونغرس بفعل الشيء الصحيح وأن يحصي فقط الناخبين الذين تم تحديدهم بشكل قانوني. أعلم أن الجميع هنا سوف يسيرون قريبًا إلى مبنى الكابيتول لإيصال أصواتكم اليوم بسلام ووطنية.
وفي المسيرة، صرح ترامب أيضًا «لن نتنازل أبدًا». تحدث أيضًا أبناء ترامب الكبار دونالد ترامب جونيور وإريك ترامب، حيث هاجموا شفهيًا أعضاء الكونغرس الجمهوريين وأعضاء مجلس الشيوخ الذين لم يدعموا جهود تغيير تصويت الهيئة الانتخابية، ووعدوا بحملة ضدهم في الانتخابات التمهيدية المستقبلية.

#### أعمال شغب في مبنى الكابيتول

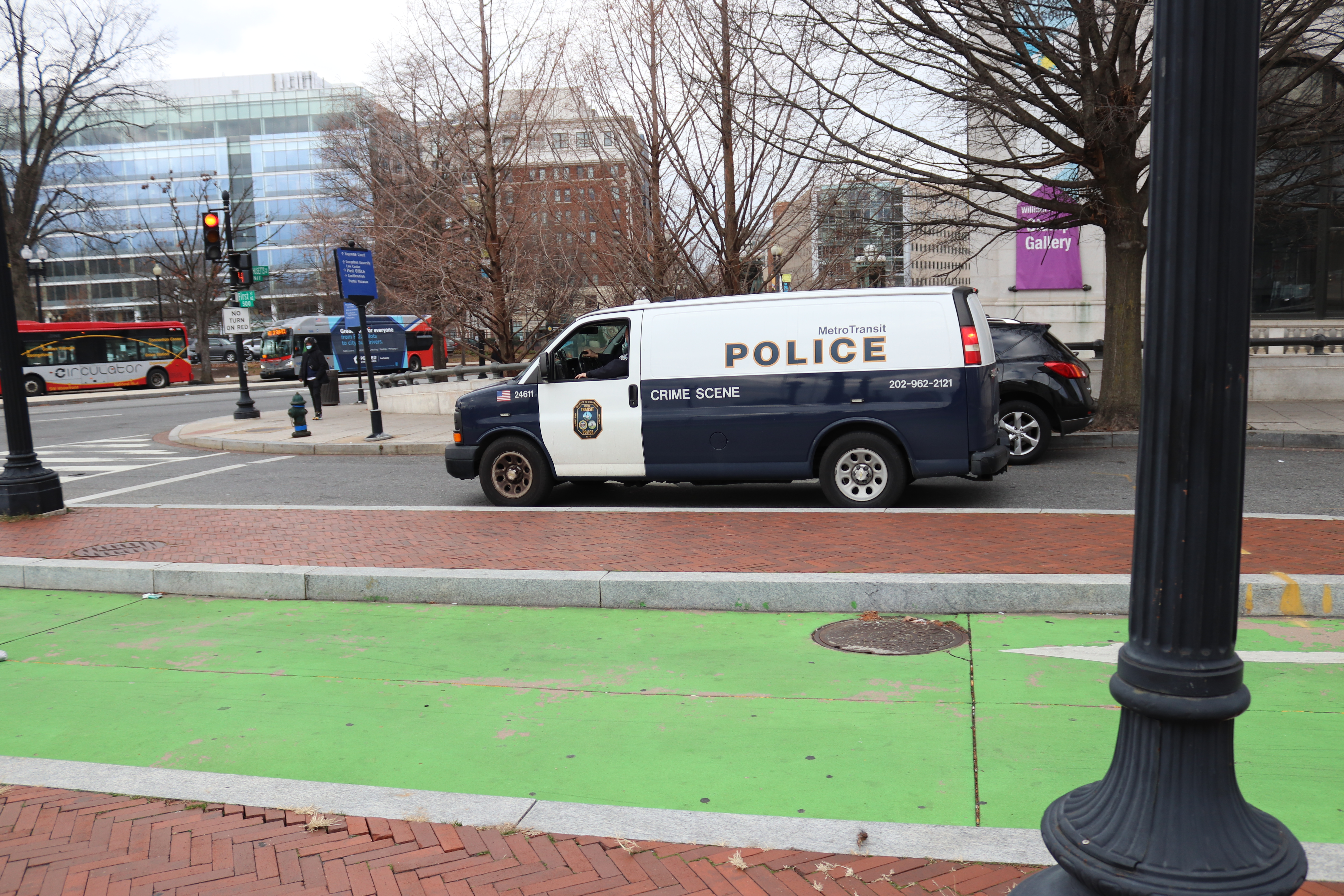

بين 1:00 و2:15 مساء بتوقيت شرق أمريكا، في 6 يناير 2021، بدأ المتظاهرون في محاولة لاقتحام المباني في مجمع الكابيتول الأمريكي. أخليت بعض المباني في المجمع، وتجاوز مثيرو الشغب الأمن لدخول مبنى الكابيتول، بما في ذلك قاعة التماثيل الوطنية. نُظمت عملية اقتحام مبنى الكابيتول على مواقع التواصل الاجتماعي اليمينية المتطرفة المؤيدة لترامب، بما في ذلك غاب وبارلير، والتي تضمنت دعوات للعنف ضد الكونغرس وعملت كمراكز تجنيد لأسابيع لـ كيو أنون وبراود بويز وعناصر هامشية أخرى. بعد اختراق المحيط الأمني، دخل معظم المتظاهرون ببساطة إلى مبنى الكابيتول سيرًا على الأقدام؛ استخدم آخرون الحبال والسلالم المؤقتة لاقتحام المبنى وحطم بعضهم النوافذ للدخول.
بعد الاختراق، أغلقت جميع المباني في المجمع، مع عدم السماح بالدخول أو الخروج من المباني. طُلب من داخل المبنى الانتقال إلى المكاتب وإغلاق أبوابها ونوافذها؛ وطُلب من أعضاء الكونغرس داخل مجلس النواب ارتداء أقنعة الغاز بعد أن بدأ تطبيق القانون في استخدام الغاز المسيل للدموع داخل المبنى. هرع بعض الموظفين لإنقاذ صناديق من أصوات الهيئة الانتخابية المختومة لمنع تعرضها للتلف من قبل مثيري الشغب.
أفادت إيه بي سي نيوز بإطلاق النار داخل مبنى الكابيتول، ووقعت مواجهة مسلحة عند الباب الأمامي لغرف مجلس النواب. بعد أن اقتحم مثيرو الشغب المؤيدون لترامب مبنى الكابيتول، قام العديد من ضباط الشرطة بسحب أسلحتهم داخل غرفة مجلس النواب ووجهوهم نحو أبواب الغرفة التي كانت محصنة بالأثاث. في أحد السلالم، أطلق أحد الضباط رصاصة على رجل كان يقترب منه.
أُطلقت النار على آشلي بابيت، داخل مبنى الكابيتول من قبل سلطات إنفاذ القانون أثناء تسلقها من خلال باب محصن خلف غرفة المنزل وتوفيت لاحقًا متأثرة بجراحها. وقال مسؤول في تطبيق القانون لصحيفة واشنطن بوست إن الشرطة تعتقد أن المتوفاة كانت لا تحمل سلاح، لكن الضابط الذي أطلق الرصاصة القاتلة لم يكن يعلم ذلك في ذلك الوقت، وكانت الشرطة على علم بأن العديد من المتسللين كانوا يحملون أسلحة مخفية.
اقتحم المشاغبون المؤيدون لترامب مكاتب رئيسة مجلس النواب نانسي بيلوسي، وقلبوا الطاولات ومزقوا الصور من الجدران؛ كان هناك نهب في مبنى الكابيتول. وأفاد ضباط شرطة الكابيتول بأن المبنى «دمر». وشاهد المراقبون «حطاما، وقمامة، كلها في المصاعد، وأشياء تهدمت، وأعمدة مهدمة» في جميع أنحاء المبنى. كُسر زجاج النوافذ في قاعة التماثيل الوطنية، ودمر المتظاهرون أجهزة أسوشيتد برس للتسجيل والبث خارج مبنى الكابيتول بعد طرد المراسلين. أصيب العديد من الضباط في أعمال العنف في مبنى الكابيتول.

## خارج مقاطعة كولومبيا

### عواصم الدولة
أغلقت العديد من عواصم الولايات الأمريكية لأسباب تتعلق بالسلامة بعد اقتحام مبنى الكابيتول الأمريكي. كما شهدت عدة ولايات احتجاجات وأعمال شغب.
أُلقي القبض على 11 شخصًا في ساكرامنتو في كاليفورنيا، ولم ترد أنباء عن وقوع إصابات، كما لم ترد بلاغات عن اعتداءات، وأغلقت عدة طرق في وسط مدينة ساكرامنتو وأوقفت بعض خطوط الحافلات، وكُلف أكثر من 200 شرطي بالمظاهرة. ارتدى بعض المتظاهرين قمصانًا تدعم اليميني المتطرف براود بويز.
حاول أعضاء الميليشيات في جورجيا أيضًا اقتحام مبنى الكابيتول بولاية جورجيا، مما أدى إلى إخلاء وزير خارجية جورجيا براد رافيتسبيرغير ومسؤولين آخرين. في 6 يناير 2021، بحلول الساعة 3:15 مساءً تقريبًا، أفيد أن غالبية المظاهرة قد انتهت خارج مبنى الكابيتول في جورجيا.
وقعت احتجاجات داخل مبنى الكابيتول بولاية كانساس. ذكر أحد حراس الأمن في الكابيتول أنه سُمح للمتظاهرين بالتواجد في القاعة المستديرة، حيث كان لديهم تصريح للاحتجاج هناك.
استقبل ما يقرب من 30 جنديًا من ولاية مينيسوتا مسيرة «ستورم الكابيتول» في سانت بول، مينيسوتا، ولم تنتهك مبنى الكابيتول بالولاية. ثم سار المتظاهرون إلى مقر الحاكم. على الرغم من عدم دخولهم مبنى الكابيتول في مينيسوتا، فقد ابتهج المحتجون عندما علموا أن مثيري الشغب في واشنطن دخلوا مبنى الكابيتول الأمريكي.
تظاهر المتظاهرون والمعارضون في أوهايو ستيت هاوس في كولومبوس، أوهايو، وأبلغ عن حادث عنيف وجيز.
تجمع المتظاهرون في لينكن، نبراسكا، خارج مبنى الكابيتول بالولاية خلال افتتاح الدورة الجديدة للهيئة التشريعية في نبراسكا.
كان مبنى الكابيتول بولاية أوكلاهوما في أوكلاهوما سيتي موقعًا لاحتجاج آخر. وألقي القبض على إحدى المتهمين بتهمة محاولة الحرق العمد وكذلك الاعتداء والضرب لمحاولة إشعال أعلام أشخاص آخرين. بلغ عدد الاحتجاجات المئات وكانت سلميّة. تشكل حشد أيضا في مدينة كارسون، نيفادا.
عقد اثنان من المشرعين من ولاية تينيسي مسيرة صلاة في ليجليستيف بلازا في ناشفيل. بلغ عدد الحشد ما يقرب من 150.
شق المتظاهرون في أولمبيا بواشنطن طريقهم إلى الحديقة الأمامية لقصر حاكم واشنطن.

### مدن أمريكية أخرى
التقى عدة مئات من المتظاهرين خارج فندق أهيرن في لاس فيغاس، في نيفادا. امتد الاحتجاج إلى شارع لاس فيجاس حيث سار المتظاهرون إلى محكمة لويد دي جورج الفيدرالية.
كانت هناك أيضًا احتجاجات في منطقة لوس أنجلوس، بما في ذلك مقر إدارة شرطة لوس أنجلوس، في بيفرلي هيلز ونيوبورت بيتش. وأبلغ عن حادثة قيام أحد المتظاهرين برش محتج مضاد بمادة مهيجة كيميائية.

### كندا
في كندا، احتشد عشرات الأشخاص لدعم ترامب في تورنتو وفانكوفر وكالغاري.

### الاستجابة
في 6 يناير 2021، في حوالي 2:31 مساء، أمرت عمدة واشنطن العاصمة موريل بوزر، ببدء تطبيق حظر التجول اعتبارًا من الساعة 6 مساءً في تلك الليلة. كما أصدر حاكم ولاية فرجينيا رالف نورثام حظر تجول في الإسكندرية ومقاطعة أرلينغتون في شمال فيرجينيا.
أرسل نورثهام أعضاء من الحرس الوطني في فرجينيا و200 من جنود ولاية فرجينيا لدعم تطبيق القانون في واشنطن العاصمة. كما أعلن حاكم ولاية ماريلاند لاري هوجان أنه سيرسل شرطة ولاية ماريلاند والحرس الوطني لماريلند. قرر وزير الجيش رايان مكارثي والقائم بأعمال وزير الدفاع كريستوفر ميلر نشر كامل قوة الحرس الوطني البالغ قوامها 1100 فرد لقمع العنف. في حوالي الساعة 3:45 مساءتحدث ميلر مع بنس وبيلوسي وماكونيل وشومر، ووجهوا الحرس الوطني و«الدعم الإضافي» الآخر للرد على أعمال الشغب. أَمْر إرسال الحرس الوطني، الذي قاومه ترامب في البداية، وافق عليه نائب الرئيس بنس. ووفقًا لصحيفة نيويورك تايمز، فإنه «من غير الواضح» سبب عدم موافقة ترامب على الانتشار.
أطلقت قنابل الدخان على جانب مجلس الشيوخ من مبنى الكابيتول من قبل شرطة الكابيتول التي تعمل على تطهير المبنى من المتظاهرين. دخل عملاء مكتب التحقيقات الفيدرالي ووزارة الأمن الداخلي يرتدون ملابس مكافحة الشغب مبنى مكتب مجلس الشيوخ في ديركسن حوالي الساعة 4:30 مساء.
أعلن حاكم ولاية نيو جيرسي فيل مورفي الساعة 4:57 مساءأنه جرى نشر عناصر من شرطة ولاية نيو جيرسي في مقاطعة كولومبيا بناءً على طلب مسؤولي العاصمة، وأن الحرس الوطني لنيوجيرسي جاهز للانتشار إذا لزم الأمر. قبل وقت قصير من الساعة 5 مساء، ورد أنه جرى إجلاء قادة الكونغرس من مجمع الكابيتول إلى فورت ماكنير، وهي قاعدة عسكرية قريبة. حوالي الساعة 5:40 مساء، أعلن الرقيب في السلاح أنه جرى تأمين مبنى الكابيتول.

### العبوات الناسفة المرتجلة
عُثر على عبوات ناسفة مرتجلة في عدة مواقع في واشنطن العاصمة. اكتشفت عبوة يشتبه في أنها قنبلة أنبوبية في مبنى يحتوي على مكاتب اللجنة الوطنية الجمهورية (RNC). وعثر على قنبلة أنبوبية أخرى مشتبه بها في أراضي مجمع الكابيتول. أُخلي مقر اللجنة الوطنية الديمقراطية (DNC) بعد العثور على طرد مشبوه، ورد لاحقًا أنه قنبلة محلية الصنع. يقع كل من مبنى اللجنة الوطنية الجمهورية ومقر اللجنة الوطنية الديمقراطية على بعد بضعة مبانٍ من مبنى الكابيتول. فُجرت العبوات الناسفة التي عثر عليها في مبنى اللجنة الوطنية الجمهورية وفي مبنى الكابيتول بأمان من قبل فرق القنابل بعد ظهر يوم 6 يناير، ولم يكن المسؤولون غير متأكدين مما إذا كانت القنابل تعمل.
وعثر بالقرب من إحدى العبوات على سيارة محملة ببندقية وزجاجات حارقة واعتقل شخص. كما أفادت شرطة العاصمة أنه اكتشف مبرد من زجاجات المولوتوف.

### ما بعد الحادثة
مع استمرار الشرطة في محاولة إبعاد مثيري الشغب عن مبنى الكابيتول، استمرت الاحتجاجات، حيث غادر البعض منطقة الكابيتول. وردت أنباء عن بعض الاعتداءات اللفظية والجسدية على المراسلين، حيث شوه المهاجمون وسائل الإعلام ووصفوها بأنها «أخبار كاذبة».
اعتبارًا من الساعة 6:08 مساء، ألقت الشرطة القبض على ما لا يقل عن ثلاثة عشر شخصًا وصادرت خمسة أسلحة نارية خلال أحداث اليوم. على الرغم من أن حظر التجول الذي أعلنت عنه عمدة واشنطن العاصمة، إلا أن الكثير تجاهله، وظل المئات من المتظاهرين المؤيدين لترامب في منطقة الكابيتول. اعتبارًا من الساعة 10:30، اعتقل 47 شخصًا آخرين لخروقات حظر التجول. ونقل ما لا يقل عن ستة أشخاص إلى المستشفى بسبب إصابات تتعلق بأحداث 6 يناير، بينهم ضابط تنفيذي. وأصيب 14 ضابطا من شرطة العاصمة. مات أربعة أشخاص. حيث أطلق النار على أحدهم في مبنى الكابيتول من قبل سلطات إنفاذ القانون، وتوفي ثلاثة آخرون في حالات الطوارئ الطبية.
أفادت التقارير أن 2700 من قوات الحرس الوطني بواشنطن العاصمة و650 من قوات الحرس الوطني في فرجينيا أرسلوا إلى واشنطن العاصمة ليلة 6 يناير. في ليلة 6 يناير، أصدرت العمدة بوزر أمرًا بتمديد حالة الطوارئ العامة في واشنطن العاصمة لمدة 15 يومًا، وكتبت بالترتيب الذي توقعت فيه أن «يواصل بعض الناس احتجاجاتهم العنيفة خلال التنصيب».

### إعادة عقد الكونغرس
انعقد الكونغرس مرة أخرى بعد إخلاء مبنى الكابيتول، واستأنف مجلس الشيوخ جلسته في الثامنة مساءبتوقيت شرق الولايات المتحدة. في 6 يناير 2021. قالت رئيسة مجلس النواب بيلوسي إن الهجوم على مبنى الكابيتول «لن يثنينا عن مسؤوليتنا في المصادقة على انتخاب جو بايدن» وإنها اتخذت قرار الاجتماع مرة أخرى في نفس المساء بعد مشاورات مع قادة آخرين في مجلس النواب، والبنتاغون، ووزارة العدل، وبنس. وصف زعيم الأغلبية المنتهية ولايته في مجلس الشيوخ ميتش ماكونيل اقتحام مبنى الكابيتول بأنه «تمرد فاشل» وقال «لقد عدنا إلى مناصبنا وسنؤدي واجبنا بموجب الدستور ومن أجل أمتنا. وسنفعل ذلك الليلة».
جرى التصديق على فوز السيد بايدن قبل الساعة 4 صباحًا من قبل الكونغرس من خلال استكمال فرز أصوات الهيئة الانتخابية.

## ردود الفعل

### دونالد ترامب
غرد ترامب في الساعة 2:38 مساءً، «الرجاء دعم شرطة الكابيتول وإنفاذ القانون. إنهم حقًا إلى جانب بلدنا. ابقَ هادئا!» وكان قد أمضى الأسابيع السابقة في الترويج لمسيرة «أنقذوا أمريكا». وغرد لاحقًا في الساعة 3:13 مساءً«أطلب من الجميع في مبنى الكابيتول الأمريكي أن يظلوا مسالمين. لا عنف! تذكر، نحن حزب القانون والنظام - احترم القانون ورجالنا ونسائنا العظماء. شكرًا لك!» أصدر ترامب في الساعة 4:22 مساءً، رسالة فيديو حث فيها مؤيديه على «العودة إلى ديارهم بسلام» وقال لهم «نحن نحبكم، أنتم مميزون جدًا». غرد ترامب لاحقًا: «هذه هي الأشياء والأحداث التي تحدث عندما يتم تجريد فوز ساحق في الانتخابات بشكل غير رسمي ووحشي من الوطنيين العظام الذين عوملوا معاملة سيئة وغير عادلة لفترة طويلة». ثم أصدر نداءً: «عُد إلى المنزل بحب وسلام. تذكر هذا اليوم إلى الأبد!». قال مستشار ترامب إن ترامب لا يريد تهدئة أعمال الشغب. بعد وقت قصير من تحميلها، أزيلت رسالة فيديو ترامب بواسطة تويتر وفيسبوك ويوتيوب لانتهاكها سياسات الموقع بشأن «النزاهة المدنية» والمعلومات المضللة عن الانتخابات. صرح جاي روزن، المدير التنفيذي لفيسبوك، أن الفيديو أزيل لأنه «يساهم في خطر استمرار العنف بدلاً من التقليل منه." سياسة النزاهة المدنية لدينا». وفي نفس الليلة أغلق تويتر حساب تويتر لمدة 12 ساعة، وطلب منه إزالة ثلاثة من تغريداته.

### مايك بنس
في 6 يناير 2021، غرد بنس في الساعة 3:35 مساء «لن يُتسامح مع هذا الهجوم على مبنى الكابيتول لدينا، سيُحاكم المتورطون إلى أقصى حد يسمح به القانون».
تحدث بنس إلى مجلس الشيوخ عندما اجتمعوا مرة أخرى ليلة 6 يناير، قائلاً: «كان اليوم يومًا مظلمًا في مبنى الكابيتول بالولايات المتحدة... إلى أولئك الذين عاثوا الخراب في مبنى الكابيتول اليوم، لم تفوزوا. العنف لا ينتصر أبدًا».
جادلت لورا تريفليان بأن الأحداث «ليست ما يبدو عليه انتقال سلمي للسلطة». ووصف تيرانس دبليو. غينر الاحتجاجات بأنها غير مسبوقة في مجال إنفاذ القانون، معلنا أن «هذا الحشد البغيض يحرضه الرئيس نفسه. إنه بالتأكيد شيء جديد في عملنا.» وندد النائب الجمهوري في مجلس النواب الأمريكي آدم كينزينجر، من بين آخرين، بالعنف ووصف الأحداث بأنها « محاولة انقلاب». ووصفت المدعية العامة لنيويورك ليتيتيا جيمس الأحداث بأنها محاولة انقلاب، في بيان قالت فيه إن «محاولة الانقلاب التي بدأها الرئيس المنتهية ولايته ترامب حقيرة...» صرح النائب الديمقراطي حكيم جيفريز أن أعضاء الكونغرس يخططون للعودة والمصادقة على الهيئة الانتخابية.

### جو بايدن وكمالا هاريس
في 6 يناير 2021 الساعة 4:06 مساء، خاطب الرئيس المنتخب جو بايدن الأمة من ويلمنغتون في ديلاوير، ووصف الأحداث بأنها تمرد وفتنة على الحدود، وقال «إن ديمقراطيتنا تتعرض لهجوم غير مسبوق». ودعا ترامب إلى الظهور على شاشة التلفزيون الوطني والمطالبة بإنهاء الاحتجاجات. بعد دقائق، كررت نائبة الرئيس المنتخب كامالا هاريس تعليقات بايدن، وكتبت أن الاحتجاجات كانت «هجومًا على مبنى الكابيتول وموظفي أمتنا».

### الكونغرس
دعا زعيم الأقلية في مجلس الشيوخ تشاك شومر ورئيسة مجلس النواب نانسي بيلوسي ترامب إلى «مطالبة جميع المتظاهرين بمغادرة الكابيتول ومبنى الكابيتول الأمريكي على الفور».
على موقع سي - سبان، قال النائب الأمريكي جيمي راسكين إنه بعد وفاة ابنه ليلة رأس السنة، أحضر عائلته إلى مبنى الكابيتول، "ليريهم «الانتقال السلمي للسلطة». غردت النائبة كوري بوش على أنها تعتزم تقديم قرار يدعو إلى طرد «أعضاء الكونغرس الجمهوريين الذين حرضوا على هذا الهجوم الإرهابي الداخلي من خلال محاولاتهم لإلغاء الانتخابات».
وأدان النائب الجمهوري الأمريكي آدم كينزينغر، من بين آخرين، العنف ووصف الأحداث بأنها «محاولة انقلابية». وقالت النائبة في الكونغرس ليز تشيني، رئيسة المؤتمر الجمهوري في مجلس النواب، «لا شك في أن الرئيس شكل الغوغاء، الرئيس حرض على الغوغاء، الرئيس خاطب الغوغاء، وأشعل اللهب». لاحظ النائب مايك غالاغير عن أعمال الشغب أنه «لم ير شيئًا كهذا منذ أن أرسلت إلى العراق». أعلنت النائبة كاثي مكموريس رودجرز، التي كانت تخطط لمعارضة التصديق على التصويت الانتخابي، أنها لن تعترض بعد الآن على نتائج الهيئة الانتخابية بعد أن شهدت الأحداث «المشينة وغير الأمريكية» في 6 يناير. وانضم إليها أعضاء مجلس الشيوخ كيلي لوفلر، وستيف داينز، وجيمس لانكفورد، ومارشا بلاكبرن، ومايك براون، وسينثيا لوميس، وجميعهم عكسوا مسارهم فيما يتعلق بمسألة الطعن في التصويت الانتخابي بعد أن شهدوا عنف الغوغاء. صرح السناتور ميت رومني من ولاية يوتا «ما حدث في مبنى الكابيتول الأمريكي اليوم كان تمردًا، بتحريض من رئيس الولايات المتحدة» وجزءًا من «هجوم غير مسبوق على ديمقراطيتنا».

### ردود أفعال محلية أخرى

#### ضد أفعال المتظاهرين
أدان جميع الرؤساء السابقين الأحياء — باراك أوباما، وجورج بوش الابن، وبيل كلينتون، وجيمي كارتر — اقتحام مبنى الكابيتول، حيث أدان أوباما وكلينتون ترامب بالاسم لتحريضه على العنف. أصدر بوش، الذي كان يعلق بشكل نادر على الأمور الوطنية منذ تركه منصبه في عام 2009، بياناً قال فيه «هكذا يتم الاعتراض على نتائج الانتخابات في جمهورية الموز - وليس جمهوريتنا الديمقراطية»، متابعاً أنه «شعر بالفزع من السلوك المتهور لبعض القادة السياسيين منذ الانتخابات وعدم الاحترام الذي يظهر اليوم لمؤسساتنا وتقاليدنا، وإنفاذ القانون لدينا» كتب أوباما أن «التاريخ سيتذكر بحق العنف الذي حدث اليوم في مبنى الكابيتول، الذي حرض عليه رئيس حالي، استمر في الكذب حول نتيجة انتخابات قانونية، كلحظة عار وعار كبيرين على أمتنا، ولكن العنف لم يكن مفاجئاً نظراً لحملة شهرين من قبل حزب سياسي ونظام إعلامي مصاحب له لتعزيز السرد الخيالي الذي تصاعد أكثر فأكثر عن الواقع حتى وصل إلى تصاعد عنيف».
وكتبت هيلاري كلينتون أنه «اليوم، هاجم الإرهابيون المحليون أساسًا من ديمقراطيتنا: الانتقال السلمي للسلطة بعد انتخابات حرة. يجب أن نُعيد إرساء سيادة القانون ونحاسبهم»."
وقالت المدعية العامة لولاية نيويورك، ليتيتيا جيمس، «كانت محاولة الانقلاب التي بدأها الرئيس المنتهية ولايته ترامب حقيرة».
وندد وليام بي بر النائب العام السابق لترامب بالعنف ووصفه بأنه «شائن ومخزي». كتب جيمس ماتيس، وهو جنرال سابق في مشاة البحرية ووزير دفاع ترامب الأول، «هجوم اليوم العنيف على مبنى الكابيتول، محاولة لإخضاع الديمقراطية الأمريكية من خلال حكم الغوغاء، جرى تحريضه من قبل السيد ترامب. إن استخدامه للرئاسة لتدمير الثقة في انتخابنا وتسميم احترامنا لإخواننا المواطنين قد تم تمكينه من قبل القادة السياسيين الزائفين الذين ستعيش أسماؤهم في العار كملفات عن الجُبْن». كتب ماتيس أن الأمة سوف تتغلب على «وصمة العار هذه» لكن ترامب «سوف يترك بجدارة رجلاً بلا دولة». أدان توم بوسرت، مستشار الأمن الداخلي الأول لترامب، هجوم العصابات ووصفه بأنه «خطأ وغير قانوني» و«غير أمريكي» وكتب أن ترامب مذنب لأنه «قوض الديمقراطية الأمريكية بلا أساس لعدة أشهر».
تعرضت إيفانكا ترامب، الابنة الكبرى للرئيس، لانتقادات بسبب مخاطبتها لمثيري الشغب بـ«الوطنيين الأمريكيين» في تغريدة حذفت لأنها تحث علنًا على وقف العنف. ووصف تيرانس دبليو. غينر، الرئيس السابق لشرطة الكابيتول الأمريكية والرقيب السابق في مجلس الشيوخ، الاحتجاجات بأنها غير مسبوقة في مجال إنفاذ القانون، معلنًا أن «هذا الحشد البغيض يحرضه الرئيس نفسه. إنه بالتأكيد شيء جديد في عملنا».
صرحت سفيرة الولايات المتحدة السابقة لدى الأمم المتحدة نيكي هيلي بأن «لكل أمريكي الحق في الاحتجاج السلمي. ما يحدث الآن في مبنى الكابيتول الأمريكي خاطئ وغير أمريكي. نحن أفضل من ذلك».
حث رئيس موظفي البيت الأبيض السابق ميك مولفاني الرئيس على الدعوة لوقف اقتحام مبنى الكابيتول.

#### دعم أفعال المتظاهرين
في البداية، أعربت مذيعة قناة فوكس نيوز مارثا ماك كالوم، بعد أن اخترق مثيري الشغب أراضي الكابيتول، عن دعمها، مشيرة على الهواء إلى أن «هذا انتصار كبير لهؤلاء المتظاهرين. لقد عطلوا النظام بشكل هائل!» ثم تراجعت في وقت لاحق عن تصريحها، واصفة الصور بأنها «صارخة ومقلقة للغاية».
سافر ديريك إيفانز، العضو المنتخب حديثًا في مجلس مندوبي وست فرجينيا، إلى واشنطن للمشاركة في الاحتجاج. أثناء اندلاع أعمال الشغب، صور إيفانز نفسه وهو يخرق مبنى الكابيتول إلى جانب عدد من مثيري الشغب الآخرين، وهو يهتف «نحن في! كانوا في! ديريك إيفانز في الكابيتول!» حُمل الفيديو على الإنترنت وانتشر بسرعة على الرغم من حذفه بعد فترة وجيزة. ونفى إيفانز في وقت لاحق ضلوعه في أي تدمير للممتلكات حدث أثناء أعمال الشغب، مدعياً أنه «ببساطة كان هناك كعضو مستقل في وسائل الإعلام لتصوير الأحداث». وأدان رئيس مجلس النواب في فرجينيا الغربية روجر هانشو، وزعيم الأقلية في فرجينيا الغربية، دوج سكاف، والسيناتور الأمريكي جو مانشين، وجيم جاستيس حاكم ولاية فيرجينيا الغربية، هذا الفعل.

### استقالات البيت الأبيض
استقال كل من ستيفاني جريشام، رئيسة موظفي السيدة الأولى ميلانيا ترامب؛ وسارة ماثيوز، نائبة السكرتير الصحفي للبيت الأبيض؛ وآنا كريستينا «ريكي»، ونيسيتا لويد، السكرتيرة الاجتماعية للبيت الأبيض، احتجاجًا على يوم اقتحام مبنى الكابيتول.
ذكرت شبكة سي إن إن أنّ العديد من مساعدي ترامب يفكرون في الاستقالة، بما في ذلك روبرت أوبراين ومات بوتينجر وكريس ليدل.

### مقترحات إقالة وعزل ترامب
دعا عشرات السياسين الديمقراطيين، معظمهم من أعضاء مجلس النواب، إلى مساءلة ترامب وعزله من قبل الكونغرس، مشيرين إلى دوره في التحريض على أعمال الشغب؛ من الذين طالبوا بعزل ترامب أشخاص ينتمون إلى الطيف الأيديولوجي للحزب. كما دعا السناتور الديمقراطي إد ماركي من ولاية ماساتشوستس وحاكم ولاية إلينوي جي. بي. بريتزكر، وكلاهما ديمقراطيين، إلى مساءلة ترامب، كما وصف نائب حاكم ولاية ماريلند بويد رذرفورد سلوك ترامب بأنه يستوجب عزله. وطالب حاكم جمهوري يدعى فيل سكوت من ولاية فيرمونت بإقالة ترامب.
دعا النواب تيد ليو وتشارلي كريست ودوريس ماتسوي نائب الرئيس مايك بنس إلى إقالة ترامب عبر التعديل الخامس والعشرين لدستور الولايات المتحدة كما طلبت الرابطة الوطنية للمصنعين من بنس «التفكير بجدية» في الاحتجاج بالتعديل الخامس والعشرين
دعا يوني أبيلباوم من المحيط الأطلسي إلى عزل ترامب للمرة الثانية. أعرب العديد من المعلقين المحافظين، بما في ذلك رود درير ودانييل لاريسون وجون بودوريتز، عن دعمهم لعزل ترامب وإقالته. وصفت هيئة تحرير واشنطن بوست الاقتحام المسلح لمبنى الكابيتول بأنه «عمل فتنة»، وكتبت هيئة تحرير صحيفة واشنطن بوست أن استمرار ترامب في منصبه يشكل تهديدًا خطيرًا للديمقراطية الأمريكية «وكذلك على النظام العام والأمن القومي، ودعا بنس إلى البدء فورًا في عملية التعديل الخامس والعشرين لإعلان أن ترامب»غير قادر على الاضطلاع بصلاحيات وواجبات مكتبه" حتى يتمكن بنس من العمل حتى تنصيب بايدن في 20 يناير.
في مساء يوم 6 يناير، كان بعض أعضاء مجلس الوزراء يجرون مناقشات أولية حول إمكانية استدعاء التعديل الخامس والعشرين لإقالة ترامب.

### التدقيق في الثغرات الأمنية في الكابيتول
كان فشل إنفاذ القانون في منع الغوغاء من اختراق مبنى الكابيتول بمثابة زلة أمنية كبيرة اجتذبت تدقيقًا من 1700 من شرطة الكابيتول ووكالات الشرطة الأخرى المعنية. قبل اقتحام مبنى الكابيتول، كانت الحواجز التي أقيمت منخفضة وكان معظم الضباط يرتدون الزي الرسمي بدلاً من ملابس مكافحة الشغب، بهدف إدارة الاحتجاج بدلاً من ردع الهجوم.انتقد خبراء الشرطة استعدادات شرطة الكابيتول واستجابتها الأولية، قائلين إن الوكالة قد استهانت بالتهديد المحتمل من أنصار ترامب؛ مما سمح لمثيري الشغب بالتجمع عند درجات الكابيتول؛ وفشلوا في القبض على مثيري الشغب على الفور، أو الرد بأي طريقة أخرى على الاضطرابات، بعد أن أجبروا على الدخول.ذكرت صحيفة واشنطن بوست أن حشد كبير من الناس فوجئوا بشرطة الكابيتول، ولم يكن لديهم أفراد لاعتقال جميع المتسللين على الفور.يُعزى بعض النقص في التوظيف إلى الضباط الذين عزلوا بعد الإصابة أو التعرض لمرض فيروس كورونا 2019.
أعلن النائب تيم رايان، رئيس اللجنة الفرعية لمخصصات مجلس النواب في الفرع التشريعي (الذي يتمتع بسلطة الميزانية على شرطة الكابيتول)، أنه سيبدأ تحقيقًا في الثغرات الأمنية التي سمحت للحشود العنيفة باجتياح مبنى الكابيتول وخرقها في المجالس التشريعية.وأشار ريان إلى أنه توقع إقالة بعض قيادات شرطة الكابيتول، مشيرا إلى «نقص التخطيط المهني والتعامل» و«أخطاء استراتيجية» قبل «التمرد ومحاولة الانقلاب».
أدت إخفاقات إنفاذ القانون التي سمحت باقتحام مبنى الكابيتول إلى قيام جهاز المخابرات الأمريكي ببدء مراجعة خططها الأمنية للتنصيب في 20 يناير 2021.

### ردود الفعل دولية
عبر قادة كل من الأرجنتين، أستراليا، النمسا، بلجيكا، البرازيل، كندا، شيلي، كولومبيا، كوستاريكا، جمهورية التشيك، الدنمارك، فيجي، فنلندا، فرنسا، ألمانيا، اليونان، أيسلندا، الهند، أيرلندا، إيطاليا، نيوزيلندا، هولندا، النرويج، بولندا، البرتغال، روسيا، سنغافورة، سلوفينيا إسبانيا، السويد، تركيا، المملكة المتحدة، أوكرانيا، وفنزويلا جميعًا عن مخاوفهم بشأن الاحتجاجات وأدانوا العنف، انتقد البعض حكومة الولايات المتحدة نفسها، وقارنوا أعمال الشغب بأحداث فوضوية أخرى عبر التاريخ.

#### المنظمات فوق الوطنية
صرح الممثل الأعلى للشؤون الخارجية بالاتحاد الأوروبي، جوزيب بوريل، بأن الديمقراطية الأمريكية بدت وكأنها «تحت الحصار»،  بينما أضاف رئيس المجلس الأوروبي شارل ميشيل أن الكونجرس الأمريكي
كان «معبدًا للديمقراطية» ودعا الأحداث «الصدمة»، الأمين العام لحلف شمال الأطلسي، ينس ستولتنبرغ، مشاهد مبنى الكابيتول الأمريكي بـ«الصادمة» على تويتر، وصرح بأنه «يجب احترام نتيجة هذه الانتخابات الديمقراطية». وأعلنت منظمة الدول الأمريكية أن «ممارسة القوة والتخريب ضد المؤسسات يشكلان هجوما خطيرا على العمل الديمقراطي».كما صرح الأمين العام للأمم المتحدة، أنطونيو غوتيريش، بأنه «حزين على الأحداث التي وقعت في مبنى الكابيتول الأمريكي في واشنطن العاصمة، يوم الأربعاء»، وأضاف أنه «في مثل هذه الظروف، من المهم أن يبهر القادة السياسيون على أتباعهم بضرورة الامتناع عن العنف، وكذلك احترام العمليات الديمقراطية وسيادة القانون».

## الملاحظات
1. ↑  آشلي بايت: محاربة قديمة في القوات الجوية الأمريكية، خدمت أربعة عشر عاما على مدى أربع جولات، من مناصري الرئيس الأمريكي دونالد ترامب، أتت من سان دييغو جنوب كاليفورنيا للمُشاركة في الاحتجاجات.
2. ↑  النواب الأمريكيون الديمقراطيون الذين أيدوا عزل ترامب يشملون إلهان عمر، وآيانا بريسلي، وسيث مولتون،[185][186][187] وأيضًا كاثرين كلارك.[188]